# Scotty T
Scott Timlin (26 de abril de 1988), também conhecido como Scotty T, é uma personalidade de reality shows da televisão britânica que ficou famoso como um membro do elenco do reality da MTV, Geordie Shore. Ele também apareceu na quarta temporada do reality Ex on the Beach e foi o vencedor da décima sétima temporada do Celebrity Big Brother. Foi o segundo membro do Geordie Shore à vencer o reality, depois de Charlotte Crosby em 2013. Em março 2016, ele foi anunciado como o rosto da boohooMAN.com.

## Filmografia

### Filmes
| Ano                      | Título                | Personagem | Notas                         |
| ------------------------ | --------------------- | ---------- | ----------------------------- |
| 2012–2017, 2018–presente | Geordie Shore         | Ele mesmo  | Elenco principal              |
| 2016                     | Celebrity Big Brother | Ele mesmo  | Vencedor CBB17                |
| 2016                     | Ex on the Beach       | Ele mesmo  | Elenco principal 4° Temporada |
| 2016                     | Neighbours            | Ele mesmo  | Participação especial         |
| 2018–presente            | Just Tattoo of Us     | Ele mesmo  | Apresentador                  |

### Videoclipes
| Título          | Ano  | Diretor(es) | Ref.  |
| --------------- | ---- | ----------- | ----- |
| "Every Morning" | 2009 | Alex Herron | [ 7 ] |